# Hecyroides lateriplagiata
Hecyroides lateriplagiata är en skalbaggsart som beskrevs av Stefan von Breuning 1938. Hecyroides lateriplagiata ingår i släktet Hecyroides och familjen långhorningar.
Artens utbredningsområde är Kenya. Inga underarter finns listade i Catalogue of Life.